# Katedrála svatého Mikuláše (Feldkirch)
Katedrála svatého Mikuláše (německy Dom Sankt Nikolaus) je katolický kostel ve městě Feldkirch v Rakousku. Je to sídelní katedrála feldkirchské diecéce a zároveň její největší gotický kostel.

## Historie
Požáry města v letech 1348, 1396 a 1460 měly na původní stavbu negativní dopad. V roce 1478 podle architekta Hanse Sturma byla vystavěna pozdně gotická hlavní loď s druhým patrem. Současný kůr pochází z roku 1520. Později byl kostel doplněn o sakristii a baptisterium. 12. srpna 1968 byl povýšen na katedrálu.

## Galerie

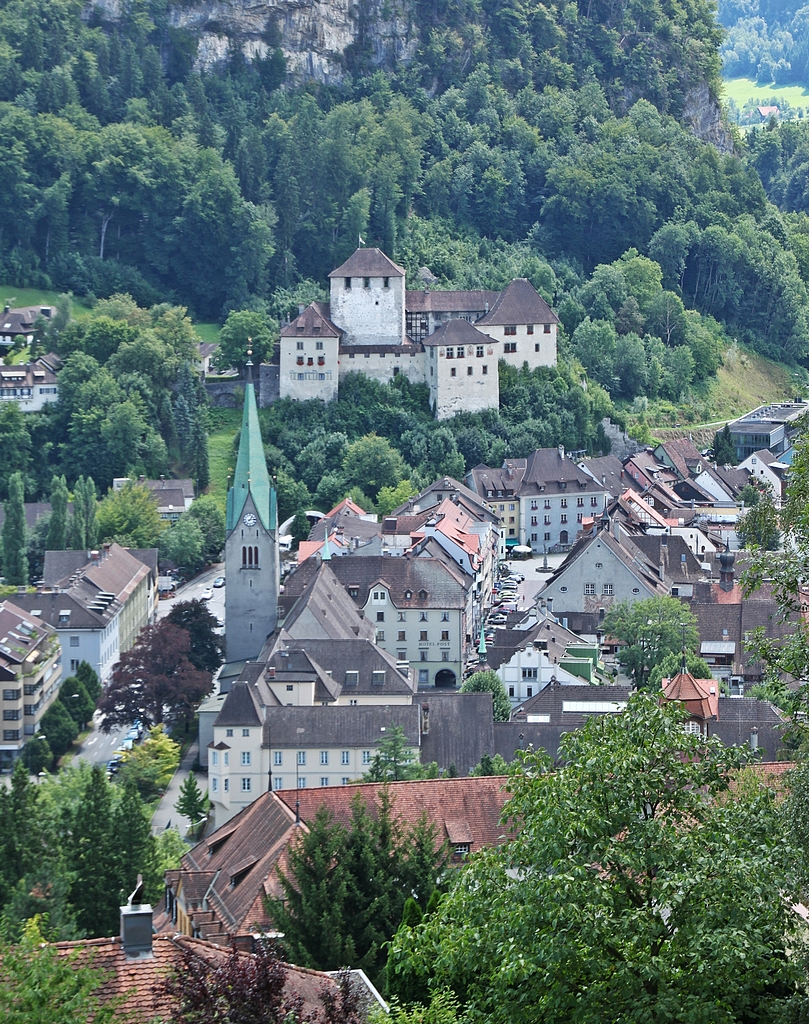
Pohled od severu
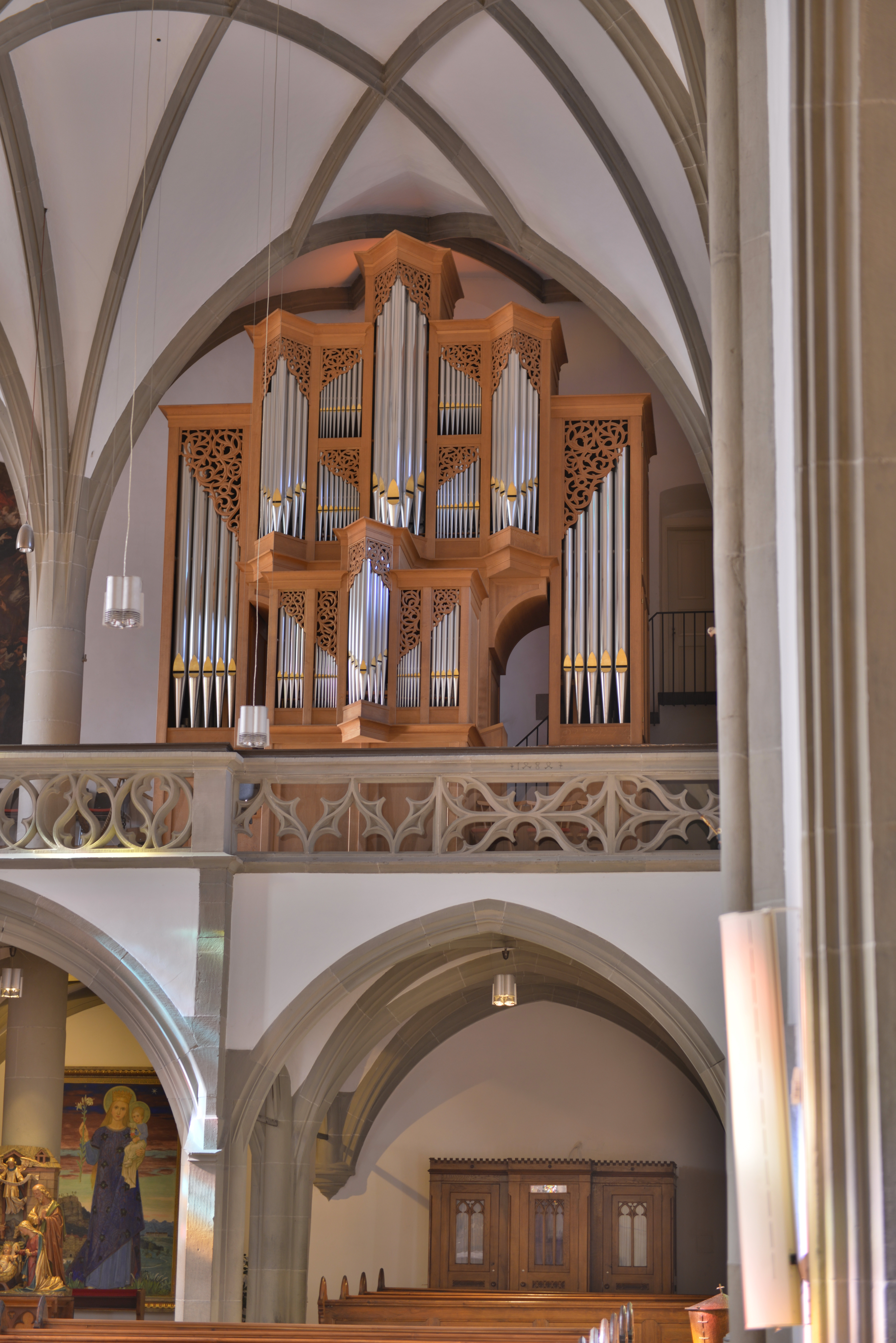
Varhany
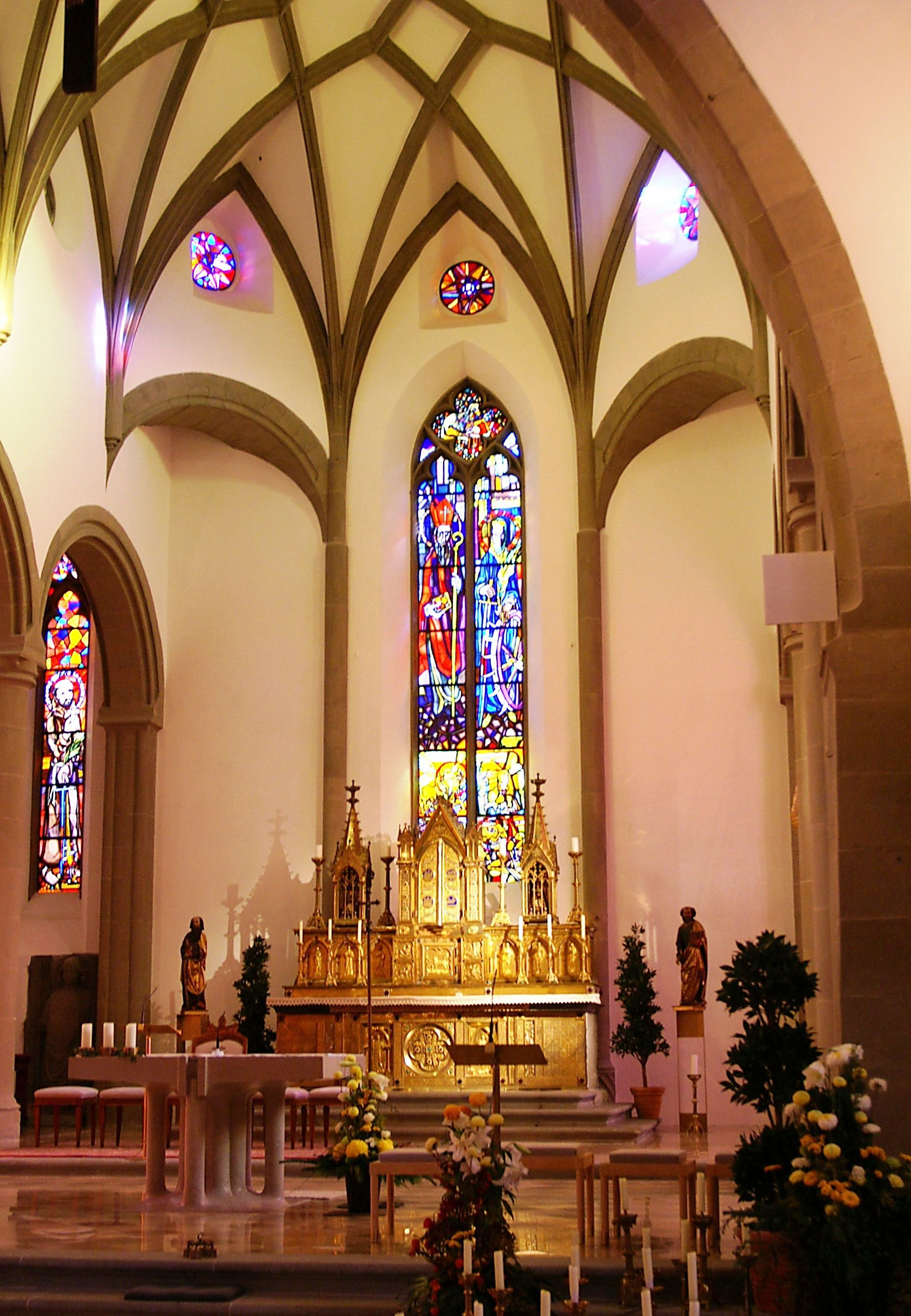
Hlavní oltář
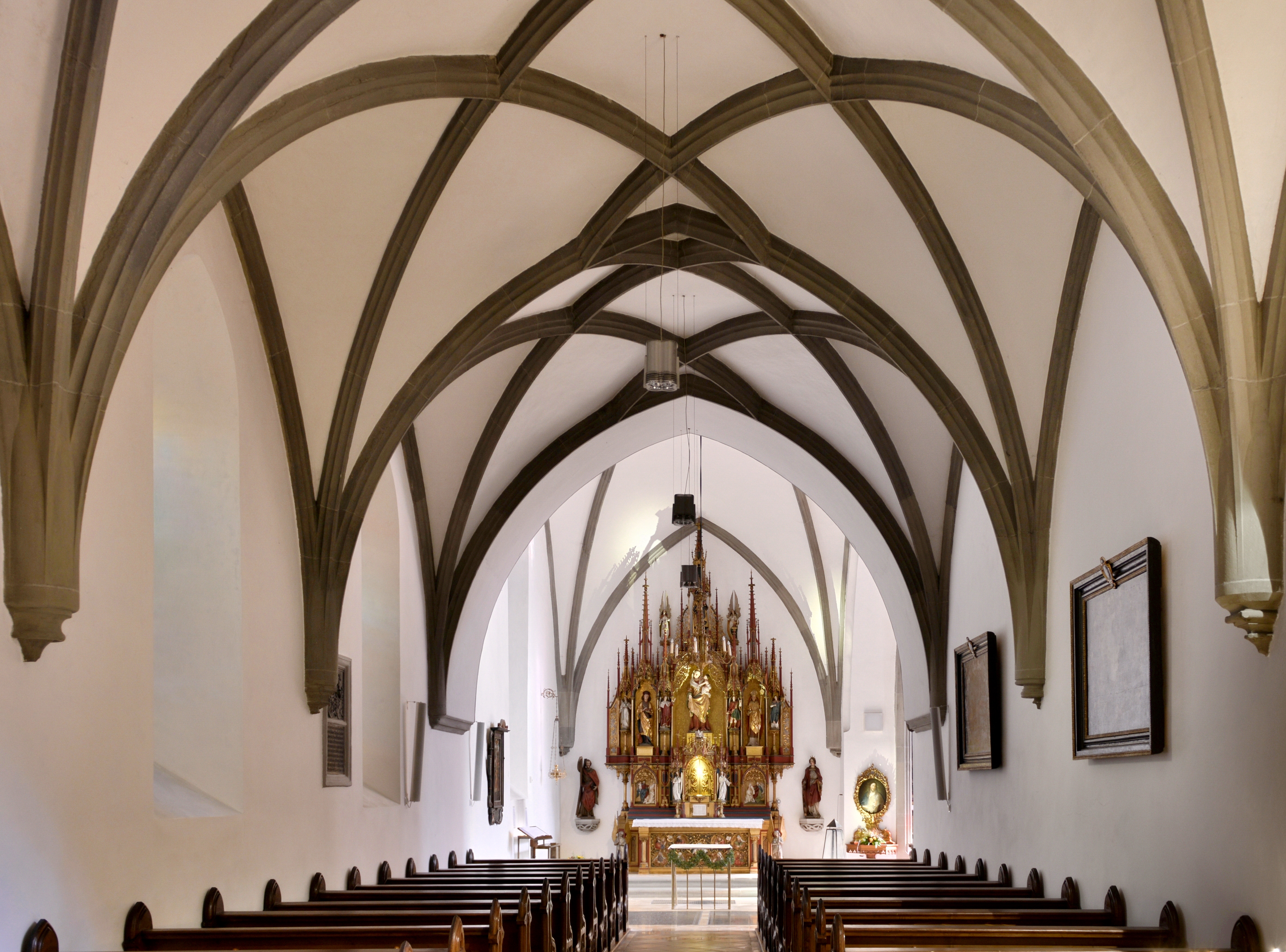
Postranní loď